# Carl Lange (Schriftsteller)
Carl Lange (* 27. Januar 1885 in Schöneberg; † 30. Mai 1959 in Bremen) war ein deutscher Schriftsteller, Lyriker, Essayist und Oberstleutnant. Er begründete die Ostdeutschen Monatshefte in Danzig, die von 1920 bis 1939 und erneut ab 1955 erschienen.

## Leben
Langes Vater war Carl Lange, seine Mutter Mathilde geb. Riede. Er besuchte das Gymnasium und die Oberrealschule und trat anschließend in die Armee ein, wo er Artillerie-Offizier wurde. Im Ersten Weltkrieg war er an der Ost- und Westfront und war zeitweise Batterieführer auf der Insel Borkum, wo er für die Borkumer Kriegszeitung tätig war. Im Auftrag des Kriegs-Presseamts machte er Vortragsreisen nach Berlin, Sachsen und Norddeutschland.
1912 erschienen Langes erste Gedichte unter dem Titel Verse. Er lebte in Oliwa (Danzig) als freischaffender Schriftsteller und Herausgeber der Ostdeutschen Hefte, Blätter des deutschen Heimatbundes Danzig. Er hatte sie 1920 begründet. Sein konservativ-autoritäres Weltbild prägte die Zeitschrift, in der bekannte völkische Autoren wie Agnes Miegel, Hans Franck und Hans Friedrich Blunck publizierten.
Nach der Machtübernahme durch die Nationalsozialisten und ihre Bündnispartner unterschrieb er im Oktober 1933 mit 87 weiteren Schriftstellern das Gelöbnis treuester Gefolgschaft für Adolf Hitler.
Lange „tat viel, um sich umzustellen und die neuen Zeiten erlebnismäßig vollziehen zu können“. Er konnte weiter publizieren. In den folgenden Jahren erschienen hauptsächlich militaristisch-nationalistische Werke wie Generalfeldmarschall von Mackensen (1935), Unser Mackensen im Südosten (1938) oder Die Befreiung Danzigs (1940).
Während des Krieges war er u. a. im Heeresarchiv in Potsdam eingesetzt. Noch im Februar 1945 wandte er sich im Reichssender Danzig mit Durchhalteparolen an die Danziger Bevölkerung. Es handelte sich um Dichtungen, die in den Tagen zuvor entstanden waren. Noch am 1. März 1945 sendete der Rundfunk Vertonungen seiner Gedichte.
1945 zog er sich nach Wernigerode zurück. Seine Schriften standen nun in der Sowjetischen Besatzungszone auf der Liste der auszusondernden Literatur. Nachdem er in der DDR 1949 noch seinen Gedichtband Herz sei ruhig publizieren konnte, wurde er 1950 für ein halbes Jahr wegen Friedensgefährdung inhaftiert. Er verließ die DDR und ging nach Bremen, wo er sich bis zu seinem Lebensende aufhielt.
Lange war eng befreundet mit den Siewert-Schwestern, der Schriftstellerin Elisabeth Siewert und der Malerin Clara Siewert, über die er in den Ostdeutschen Monatsheften und im Westpreußen-Jahrbuch mehrere Beiträge veröffentlichte.

## Werke (Auswahl)
- Strom aus der Tiefe, Gedichte, 1919
- mit Fritz Braun (Hrsg.): Die freie Stadt Danzig. Natur, Kultur und Geschichte des Freistaates, 1929 Digitalisat
- Kurt Faber zum Gedächtnis. In: Ostdeutsche Monatshefte  11/2, 1930, S. 127
- Ruf aus der Stille, 1933
- Deutscher Geist, R. Voigtländer, 1933
- Der Kronprinz, Berlin, 1934
- Das leuchtende Schlachtenrelief von Tannenberg, Berlin, 1934
- Generalfeldmarschall v. Mackensen, 1935
- Unser Mackensen im Südosten, Stuttgart, Union, 1936
- Kampf und Stille, Sieben Stäbe Verlag, 1936
- Mackensen, der Marschall Vorwärts des Weltkrieges, 1937
- Die Befreiung Danzigs, Stuttgart, Union Deutsche Verlagsgesellschaft, 1940
- Frühlingsgedichte, 1946
- Herz, sei ruhig. Trostgedichte der Zeit, Berlin-Reinickendorf, 1949

## Ehrungen
- 1959 Westpreußischer Kulturpreis